# Beni Ammar
Pour les articles homonymes, voir Ammar.
 Beni Ammar de Zerhoun  est un village du Maroc, situé dans la vallée de Zerhoun à environ 15 km de Moulay Idriss Zerhoun et 40 km de la ville de Meknès.